# Stranger Cole
Pour les articles homonymes, voir Cole.
 (février 2020).
Si vous disposez d'ouvrages ou d'articles de référence ou si vous connaissez des sites web de qualité traitant du thème abordé ici, merci de compléter l'article en donnant les références utiles à sa vérifiabilité et en les liant à la section « Notes et références ».
Stranger Cole, de son vrai nom Wilburn Theodore Cole, est un chanteur de ska, rocksteady et reggae jamaïcain né en 1945 à Kingston.

## Biographie
Son surnom provient de son père qui lui trouvait peu de ressemblance avec le reste de la famille (stranger signifie étranger). Il grandit dans un environnement musical puisque son père et son oncle sont guitaristes et son grand frère, nommé Cuttings, est le DJ star au sein du sound system de Duke Reid. Sa carrière musicale commence dans les années 1950 où, il chante dans des bars et hôtels pour touristes étrangers. Il commence à enregistrer en 1962. Après une première audition chez Duke Reid, ce dernier le trouve trop immature et donne une de ses chansons à Eric Morris, In and Out the Windows. Après le succès du titre, Stranger Cole enregistre Rough and Tough qui devient rapidement numéro un dans les sounds. Après divers succès, le producteur lui confie les auditions dans lesquelles il détecte The Techniques (il participera aux harmonies vocales sur certains de leurs enregistrements) et Ijahman Levi. Un jour, le jeune Ken Boothe vient le trouver chez lui et Cole remarque tout de suite ses capacités et part enregistrer un duo avec lui Uno, Dos, Tres. Ils enregistrent également World's Fair et Artibella pour Clement Dodd avec les Skatalites.
Au long de sa carrière, il constituera d'autres duos avec Hortense Ellis : Stranger & Hortense (Loving Wine), en compagnie de Gladstone Anderson : Stranger & Gladdy (Just Like A River, Now I Know), et Patsy Todd:  Stranger & Patsy (Hey hey Baby, When I Call Your Name). Il s'associera avec Delroy Wilson pour former le label W & C, qui produira les chansons de Wilson Once Upon A Time et I Want To Love You. Après avoir quitté Reid, il travaille au cours d'une période rocksteady et early-reggae faste pour Sonia Pottinger (Tell It to Me et Let The Power Fall), Lee Perry (Run Up Your Mouth), Prince Buster (Crime Don't Pay) et Joe Gibbs (Just Like A River). Il enregistre avec Lester Sterling pour Bunny Lee Bangarang qui dispute à Nanny Goat de Larry Marshall, à No More Heartaches des Beltones ou à Don't Bragg, Don't Boast de Clancy Eccles le titre de premier rythme reggae.
Stranger Cole tourne en Angleterre en 1971 avec Max Romeo et Derrick Morgan. En 1973, il décide de s'installer à Toronto. Il y crée un magasin de disques mais doit un jour se résoudre à aller gagner sa vie à l'usine. Mais il enregistre tout de même pour le label Half Moon. En 1976, sort son LP Foward' In The Land Of Sunshine. Puis il fonde son label et sort les LPs The First Ten Years of Stranger Cole (1978), Captive Land (1980) et The Patriot (1982). Il produira également Samuel Mickle Freedom Vibes (1982). Au cours de l'année 1988, il a une vision de Bob Marley lui demandant de libérer le peuple noir en chantant. Il se convertit alors au rastafarisme et prend le nom de Strange Jah Cole. En 2002, il participe, pendant quelques mois, à la formation Jamaica All Stars. Aujourd'hui, il est retourné vivre en Jamaïque et s'affaire à rééditer ses titres et albums.

## Discographie
Albums
- 1976 - Forward In The Land Of Sunshine
- 1978 - The First Ten Years of Stranger Cole
- 1980 - Captive Land
- 1982 - The Patriot
- 2003 - Dramatic
- 2006 - Morning Train

Compilations
- 1986 - No More Fussing and Fighting
- 2003 - Bangarang 1962-72